# سد حاجي جعفر الكبير
 سد حاجي جعفر الكبير  (بالفارسية: سد حاجی جعفر گّب، بالإنجليزية: The Great Hagi Jaffar Dam) ، سد حديث في أسفل هضبة « جبل زیر» و وأسفل سهل أوه شیرینو، في جنوب كوخرد التابعة لناحية كوخرد ( بالفارسية: بخش كوخرد ) من توابع مقاطعة بستك في محافظة هرمزگان في جنوب إيران. وهو سادس سد من حيث الترتيب التي أنشئت في مدينة كوخرد.
ومن المعلوم أن الماء هو شريان الحياة وعصبها وهو الركيزة الأساسية الأولى التي تقوم عليها التنمية الشاملة وبالنظر إلي أن كوخرد تقع ضمن المنطقة الجافة وشبة الجافة والتي تكون فيها الأمطار غير منتظمة، فأن المحافظة على المياه وتنمية مواردها كان وما زال هدفاً رئيسياً من أهداف المسولين المحليين في مدينة ناحية كوخرد، وقد تضافرت الجهود للارتقاء بمستوى الموارد المائية وأساليبها وتوفير ما من شأنه ضمان نموها واستمرارها وأتضح ذلك من خلال إقامة مشاريع السدود لتحقيق الاستفادة القصوى من مياه الأمطار لدعم المياه الجوفية ولتزويد السكان بالمياه لاستخدامها لأغراض الزراعة ودعم مياه الأفلاج وغيرها بالمنطقة بالنسبة لسدود التخزين السطحي بدلاً من ضياعها في الصحراء أو النهر. ويبلغ عدد سدود التغذية الجوفية بالناحية كوخرد حتى الآن 6 سدود موزعة على مختلف المناطق بسعة تخزينية اجمالية تقدر بأكثر من 6547 مليون مكعب تقريباً، منها 5 سدود في منطقة الجنوبية الملاصقة لبادية كوخرد الجنوبية، وسد واحد في المنطقة الشمالية للبلدة، في اسفل سلسلة جبال الناخ

## موقع السد
يقع هذا السد في جنوب البلاد، في أسفل سهل أوه شیرینو من جهة الجنوب، ومن جنوب استراحة روضه، ومن شمال سلسلة الجبال المسمى بـ « جبل زیر» و على مقربة السد العظيم سد بست كز، في « وادي اوه شيرينو » . لقد تم بناء السد على ثلاثة مراحل كالتالي: الجزء الأسفل شُيد في عام 2006 ، والجزء الوسطى في عام 2011 ، أما الفسم الأخير لقد تم بناء في عام 2014 وبذلك اكمل بناء السد في تسعة أعوام.

## سبب تسميته
لقد سميت السيد، بـ  سد حاجي جعفر الكبير  نسبتاً إلى الحاج جعفر الكبير، وتخليداً لذكرى الحاج جعفر واكراماً له ولذكره لما له من الفضل على الناس والمنطقة وهو الذي بناء أول سد إلى وهي سد بز التاریخي الذي بناء بين عامي 1050 و 1100 للهجرة، وكان الحاج جعفر تاجراً للمواشي والأغنام، حيث كان يتردد على مدن وقرى مجاورة لكوخرد يشتري ويبيع الأغنام، وكان معروفاً لديهم « بتاجر أغنام »، وكانوا يدعونه (مَردِ بُـزي) أي الرجل الذي لديه قطيع الغنم، وكان يمتلك قطعان كبيرة من الأغنام والمواشي والابل، وكان تاجراً مشهوراً في زمانه. وكان قد أسقر في بلدة لطيفي من توابع مدينة لار بضعة أعوام، وهو يمارس هذه المهنة يبيع ويشتري الغنم، ولطيفي بلدة عامرة تقع في شمال شرقي لمدينة لار، وهناك لقب بــ[مَردِ بُـزي]، أي تاجر أغنام، وسار مشهوراً بهذا الاسم لدى سكان البلدة حتى كان ينسى اسمه الحقيقي. وأحفاده من بعد أشتهروا بهذا اللقب وأصبحت كنيتهم (قَوم بُز)، أو قبيلة « بـُزيا » كما يقولون، حيث أن الكنية والألقاب رائجة في كوخرد حتى يومنا هذا.
وكان الحاج جعفر أول من فكر في إنشاء حاجر على مجرى وادي بست كز، لما رآى من هدر كميات كبيرة من الماء العذب التي تجرفها الأمطار والسيول، لذا فكر في إنشاء جدار منيع في وسط « وادي بست گز » حتى يمنع جريان الماء وتجميعها خلفه، ثم استفاده منها، حيث قام ببيع قطيع من أغنامه 
من (الماعز والخراف)، وبثمن الأغنام بنا هذا السد العظيم وسمى السد « سد بُــز» (1) أي (سد الغَنـَم)، بقايا آثاره باقية في وادي بست گز. هناك روايه أخرى تقول أن فكرة أنشاء السد كان يراود الحاج جعفر طوال حياته، وبدأ بأنشاء هذا السد في أواخر عمره، ولكن وافته المنية قبل أن يكمل بناء السد، وجاؤوا أبناء وأحفاده من بعده وأكملوا مابدأ جدهم، وأكملوا بناء السد في نفس الموقع الذي أختاره جدهم وأطلقوا عليه اسم (سد بُز) (2)، تخليداً لذكرى جدهم الأول الحاج جعفر الكبير(3) وعرفاناً له.

## وصلات خارجية
- سد بز
- الدكتور جعفر محمد جعفر آل جعفر
- باغ زرد
- ترنه
- سد بز التاریخي
- التقسيمات الادارية لمحافظة هرمزگان
- التقسيمات الادارية لمحافظة هرمزگان (بلده كوخرد)

]]

]]

]]